# Јункерс D.I
Јункерс D.I или Јункерс J.9 је ловачки авион направљен у Немачкој. Авион је први пут полетео 1918. године.

Ово је био први потпуно метални ловац на свету. Наручена је мања серија у улози морнаричког ловца, али су на крају кориштени на источном фронту.
Највећа брзина у хоризонталном лету је износила 225 km/h. Размах крила је био 9,00 метара а дужина 7,25 метара. Маса празног авиона је износила 654 килограма а нормална полетна маса 834 килограма. Био је наоружан са једним митраљезом 7,92 мм.

## Наоружање
| Наоружање авиона: Јункерс      |      |
| Ватрено (стрељачко) наоружање  |      |
| Топ                            |      |
| Митраљез                       |      |
| Број и ознака митраљеза        | 1    |
| Калибар                        | 7,92 |
| Бомбардерско наоружање (бомбе) |      |
| Ракетно наоружање (ракете)     |      |